# Liste der Monuments historiques in Ussel-d’Allier
Die Liste der Monuments historiques in Ussel-d’Allier führt die Monuments historiques in der französischen Gemeinde Ussel-d’Allier auf.

## Liste der Bauwerke
| Bezeichnung                       | Beschreibung              | Standort | Kennzeichnung | Schutzstatus | Datum | Bild |
| --------------------------------- | ------------------------- | -------- | ------------- | ------------ | ----- | ---- |
| Château de la Croizette (Schloss) | Erbaut im 16. Jahrhundert | (Lage)   | PA00093325    | Inscrit      | 1966  |      |

## Liste der Objekte
| Bezeichnung                                                           | Beschreibung           | Standort                        | Kennzeichnung | Schutzstatus | Datum | Bild |
| --------------------------------------------------------------------- | ---------------------- | ------------------------------- | ------------- | ------------ | ----- | ---- |
| Skulptur eines Ritters der Familie Aubert (Fotos in der Base Palissy) | Stein, 14. Jahrhundert | in der Kirche St-Isidore (Lage) | PM03000544    | Classé       | 1902  |      |